# Lamorville
Lamorville é uma comuna francesa na região administrativa de Grande Leste, no departamento de Meuse. Estende-se por uma área de 34,93 km². Em 2010 a comuna tinha 296 habitantes (densidade: 8,5 hab./km²).